# 速水村
速水村（はやみむら）は、滋賀県の北部、東浅井郡に属していた村。現在の長浜市中部、北陸本線河毛駅の西方、高時川右岸にあたる。

## 地理
- 河川：高時川

## 歴史
- 1889年（明治22年）4月1日 - 町村制の施行により、小今村、賀村、馬渡村、大安寺村、南速水村、小倉村、高田村、速水村、青名村、八日市村、猫口村、沢村、今村が合併して発足。
- 1955年（昭和30年）1月1日 - 小谷村と合併し、改めて湖北町が発足。同日速水村廃止。

## 交通

### 鉄道路線
村域の北端を日本国有鉄道の北陸本線がわずかに通過するが、駅は所在しなかった。最寄り駅は北陸本線河毛駅であり、高時川対岸の小谷村域に所在する。

### 道路
- 国道8号

## 出身著名人
- 大磐誠三（澎湖庁長、台東庁長）